# Dmitrij Medvedjev
Dmitrij Anatoljevič Medvedjev (rusko Дми́трий Анато́льевич Медве́дев), ruski politik, poslovnež in pravnik, * 14. september 1965, Leningrad, Ruska SFSR, Sovjetska zveza. 
Od leta 2020 opravlja funkcijo namestnika predsednika Varnostnega sveta Rusije. Medvedjev je bil ruski predsednik od leta 2008 do 2012 in kot predsednik vlade od leta 2012 do 2020. 
Medvedjev je bil na volitvah leta 2008 izvoljen za predsednika. Veljal je za bolj liberalnega od svojega predhodnika Vladimirja Putina, ki je bil prav tako imenovan za predsednika vlade v času Medvedjevega predsedovanja. Glavni Medvedjev cilj v času njegovega predsedovanja je bil obsežen program modernizacije, katerega cilj je bil povečati rusko gospodarstvo in družbo ter zmanjšati odvisnost države od nafte in plina. V času Medvedjevega vladanja sta Rusija in ZDA podpisali pogodbo o zmanjšanju jedrskega orožja Novi START, Rusija pa je izšla kot zmagovalka v rusko-gruzijski vojni in si opomogla po veliki recesiji. Medvedjev je sprožil tudi protikorupcijsko kampanjo, čeprav je bil pozneje sam obtožen korupcije. 
Medvedjev je opravil samo en predsedniški mandat, po predsedniških volitvah leta 2012 pa ga je nasledil Putin. Medvedjeva je nato Putin imenoval za predsednika vlade. Skupaj s preostalo vlado je 15. januarja 2020 odstopil, da bi Putinu omogočil obsežne ustavne spremembe; 16. januarja 2020 ga je nasledil Mihail Mišustin. Istega dne je Putin imenoval Medvedjeva na novo funkcijo namestnika predsednika Varnostnega sveta.

## Zgodnje življenje
Dmitrij Medvedjev se je rodil 14. septembra 1965 v Leningradu v takratni Sovjetski zvezi. Bil je edini sin Anatolija Afanas'eviča Medvedjeva in Veniaminovne Julije Medvedjeve. Njegov oče je bil kemijski inženir in je poučeval na Inštitutu za tehnologijo Leningrada, medtem ko je njegova mati študiral jezike na državni univerzi v Voronežu, pozneje pa je bila najeta kot turistični vodič v palači Pavlovsk. Njegovi stari starši so bili ukrajinskega porekla.
Medvedjev se je leta 1982 vpisal na Pravno fakulteto Univerze v Leningradu, kjer je diplomiral in leta 1990 pridobil doktorat iz zasebnega prava z nalogo " Problematika izvajanja civilnega prava v osebnosti državnega podjetja."
Vzporedno z njegovo univerzitetno kariero, se je Medvedjev začel zanimati za socialne in politične probleme po zgledu Anatolija Sobčaka, enega od vodilnih demokratičnih politikov v Rusiji, med 80. in 90. letih in enem od svojih profesorjev na univerzi. Leta 1988 se je Medvedjev pridružil društvu Sobčak je z demokrati in služil kot vodja njegove kampanje, da bi bil sprejet v sovjetskem parlamentu.
Po izvolitvi Sobčaka je Medvedjev nadaljeval svojo akademsko kariero kot predavatelj na Peterburški univerzi. Tam je od leta 1991 do 1999 predaval civilno in rimsko pravo. Poleg tega je leta 1990 delal na Sovjetsko občinski agencije nafte v Leningradu. Od leta 1991 do 1996 je bil med strokovnjaki iz odbora za zunanje odnose v pisarni župana Sankt Peterburga.

## Politična kariera

### Zgodnja leta
Novembra 1999 je Medvedjev postal eden od številnih politikov v Sankt Peterburgu, pripeljanih na državna srečanja z Vladimirjem Putinom. Decembra istega leta je bil imenovan za namestnika načelnika predsedniških osebja. Medvedjev je postal eden od najbližjih politikov med volitvami leta 2000, ko je bil zadolžen za sedež v volilni kampanji. Od leta 2000 do 2001, in spet od junija 2002 do oktobra 2003 je vodil upravni odbor Gazprom, za ohranitev delovnega mesta, ko je bil leta 2008 izvoljen za predsednika Ruske federacije.

### Predsednik Rusije (2008—2012)
Potem ko so ga leta 2008 na predsedniških volitvah v Rusiji leta 2008 izbrali za kandidata nekdanjega predsednika Putinove stranke Združena Rusija, je bil Medvedjev izvoljen za naslednika slednjega, posredno podprt s strani drugih političnih sil in je 7. maja istega leta prevzel funkcijo.
Dmitrij Medvedjev je 7. maja zaprisegel kot tretji predsednik Ruske federacije v slovesnosti v Kremlju v Moskvi. Po prisegi in prejmu zlatega ovratnika reda svetega Andreja, je Medvedjev izjavil: "Njegova namestitev slovesnost se po naključju sovpada s praznovanjem dneva zmage 9. maja." Zato je Medvedjev tudi redno sodeloval v vojaških paradah na Rdečem trgu in podpisal predsedniško uredbo zagotoviti doma združenje vojnih veteranov.
8. maja 2008 je Dmitrij Medvedjev imenoval Vladimirja Putina za novega predsednika vlade v Rusiji, kot je obljubil, da bo to storil v času volilne kampanje. To imenovanje je odobril z jasno večino 392 glasov za, 56, z edinim nasprotovanjem ruske komunistične partije. 12. maja 2008 je Putin predlagal seznam imen za svojega novega vladnega kabineta, ki ga je Medvedjev odobril. Medvedjev pa je ostal zelo previden in je takrat dejal, da ne bo neuravnotežnjeval ravnotežje različnih vladnih frakcij. Vendar pa je bil vpliv močen v prvih 20 dneh po prevzemu predsedovanja oslabljen.

### Volilna reforma
V letu 2009 je Medvedjev predlagal spremembo volilnega zakona, ki bi prinesla prag za izvolitev stranke v povprečju od 7% do 5%. Ta sprememba je začela veljati spomladi tega leta. Na strank so prejeli več kot 5%, vendar bi bila zagotovljena manj kot 6% sedež v parlamentu, medtem ko so stranke, ki so prejeli več kot 6%, vendar manj kot 7%, bi dobila dva sedeža. Preostale sedeže bi se nato razdeli sorazmerno med vse stranke, ki so prejeli več kot 7%.

### Zunanja politika
Avgusta 2008 je Rusija sodelovala v drugi vojni v Južni Osetiji, kar je v ravni privedlo do napetosti v rusko-ameriških odnosih, prvič od konca hladne vojne. 26. avgusta, potem ko je soglasno Zvezne skupščine, Medvedjev izdal predsedniški odlok, da prizna Abhazijo in Južno Osetijo kot neodvisne države, za ukrepe, ki jih je G7 obsodila.
31. avgusta 2008 je Medvedjev napovedal spremembo mednarodnih odnosov Rusije pod njegovim neposrednim nadzorom, rekonstruiran na podlagi petih novih načel: Prevlada načel mednarodnega prava, "Multipolarnost" v svetu, ne bi obremenjevala Rusije z drugimi težavami, Rusija pa je svoje državljane zaščitila, kjer koli so bili, država pa je pod Medvedjevim vodstvom ustvarila vedno bolj prijateljske vezi z ugodnimi regijami.
V svojem govoru v parlamentu 5. novembra 2008 je Medvedjev obljubil tudi, da bo v kaliningradski regiji zaplenil raketo Iskander, da bo nasprotoval ameriškemu sistemu raketne obrambe, nameščenega v vzhodni Evropi. Po objavi ameriškega predsednika Baracka Obame, 17. septembra 2009, ni želel izvesti skladiščenja raket na Češkem in na Poljskem, Medvedev pa se je pozneje odločil, da umakne svojo odločitev. Medvedjev je 21. novembra 2011 dejal, da je vojna v Gruziji preprečila nadaljnjo širitev Nata.

### Predsednik vlade Rusije (2012—2020)
8. maja 2012 je novi predsednik Ruske federacije Vladimir Putin imenoval Medvedjeva za predsednika ruske vlade. Odlok o imenovanju prišel po odobritvi, ko je bil Medvedjev izvoljen s 299 Da in 144 Ne z strani vseh 450 poslancev iz parlamenta. Nekdanji predsednik je bil podprt z dvema strankama, Združeno Rusijo in Liberalno-demokratske stranke Rusije.
19. maja 2012 se je Medvedjev udeležil srečanja G8 v Camp Davidu v ZDA, s čimer je nadomeščal predsednika Putina, kateri se je takrat odločil, da ne bo neposredno predstavljal Rusija na vrhu. Medvedjev je bil prvi ruski premier, da predstavlja Rusijo v tem trenutku. 26. maja, je bil imenovan za vodjo stranke Združena Rusija, ki je tvorila večino. Pred tem se je Medvedjev pridružil stranki, s čimer je postal prvi ruski premier, ki je imel nekaj pripadnost določeni politični stranki.
Po nasilni priključitvi Krima Rusiji, je Medvedjev 31. marca 2014 postal prvi ruski politik, ki je obiskal Krim. V okviru obiska se je uradno napovedal ustanovitev zveznega ministrstva za zadeve Krim. Med uradnim obiskom v Armeniji, ki je potekal 7. aprila 2016, je Medvedjev obiskal spomenik Tsitsernakaberd in se poklonil žrtvam armenskega genocida, ki ga sta ga storila Young Turks in turških nacionalistov Mustafa Kemala Atatürka. Medvedjev položil venec na večni ogenj in ustvaril spomin na žrtve v skladu s priznavanjem tega kaznivega dejanja, ki ga Rusija priznala že leta 1995.
7. maja 2018, je bil Medvedjev imenovan za predsednika ruske vlade še za dodatna štiri leta. Poleti leta 2018 so potekali protesti po vsej državi pred povečanjem upokojitvene starosti s strani vlade Medvedjeve uvedbe. Po demonstracijah se je ocena prilljubenosti do Medvedjeva in Putina občutno zmanjšala.
Medvedjev, je skupaj s svojo celotno vlado, 15. januarja 2020 odstopil, ko je Putin dostavil predsedniški naslov Zveznega zbora, v katerem je predlagal več sprememb ustave, ki jih je ustavno referendumu junija 2020 odobril. Putin sprejel Medvedjev odstop. Putin je nato predlagal, da Medvedjev prevzame položaj podpredsednika Varnostnega sveta Ruske federacije, vendar Medvedjev tega ni storil.

## Zasebno življenje
Dimtrij Medvedjev je od leta 1993 poročen s Svetlano, rojeno Linnik. Imata sina Iljo, rojenega leta 1996. Poleg ruščine tekoče govori tudi angleško.